# 歴史の涙
『歴史の涙』（れきしのなみだ）は、1980年2月25日にTBS系列局で放送されたテレビドラマ（史実に基づく詳細、ストーリーは宮城事件を参照）。
本作品とは同一の原作であるが、映画『日本のいちばん長い日』とは異なり、叙情的に表現されている。

## あらすじ
昭和20年（1945年）8月14日の日の出は午前4時59分であった。
皇居・吹上御苑の「お文庫」に勤務していた皇后宮職女官・四条倫子（しじょうみちこ）は午前5時、女官室で目覚めた。海軍士官であった夫が戦死した後、四条は皇居・明治宮殿に女官として宮中に奉仕した。同年4月に沖縄がアメリカ軍により陥落して以来、本土空襲は日に日に激しさを増し、ついに同年5月25日に明治宮殿が炎上焼失したため、本来は防空施設である「お文庫」が昭和天皇と香淳皇后の常時の住居となっていた。このお文庫は、500キロ爆弾にも耐えられるよう壁が50センチ、屋根が3メートルの厚さに設計されていたが、8月6日広島、8月9日長崎と原子爆弾が投下されて以来「第3の原子爆弾」が東京に投下されることを恐れて、空襲警報の度に天皇と皇后は地下道を通って「大本営防空壕」に避難しなければならなくなっていた。日本はそこまで追い詰められていた。
陸軍省雑仕・木梨雅代（きなしまさよ）は、国会議事堂近くの陸相官邸で午前5時に起床した。木梨は同年3月の東京大空襲で両親と弟と家を失った。陸軍省経理部に勤めていたが雑仕に転任を願って許され、陸相官邸に寝泊まりの部屋を得た。官邸には護衛の憲兵と当番兵が木梨とともに泊まり込んでいた。同年7月26日にポツダム宣言を発して日本の無条件降伏を求めてきたアメリカをはじめとする連合国はその後も連日日本に回答を迫ってきたが、陸軍はこの宣言受諾に強硬に反対していた。ポツダム宣言は「日本政府が帝国陸海軍の無条件降伏を宣言しなければ、迅速かつ完全な壊滅を被るであろう」と警告していた。
船山淳子（ふなやまじゅんこ）は、女学校を卒業すると同時に両親の反対を押し切って女子挺身隊に志願し、学徒動員の下で日本放送協会に配属されていた。海外放送部が受信するアメリカからの放送は、日本の回答が遅れていることを強く責めていた。もしこれ以上遅れたら本土上陸作戦も辞さないという気配が感じられた。日本政府の回答の遅れは陸軍の反対によるものだったが、陸軍はただ一点「国体の護持」すなわち「天皇制（皇室）の維持の保障」にこだわっていた。その保障のない限り「本土決戦も辞さず」と主張していた。しかしすでに、陸海軍の死傷者数360万人、非戦闘員の死傷者数140万人に及び、都市は空襲で壊滅し、東北地方は昭和6年（1931年）以来の大凶作で飢饉が迫っていた。
この日の朝、3人の女性は各人自分たちの勤務する場所がその日に歴史の大きな転換の舞台とは知らず、また自らが歴史の辛い体験者となることも知らず、それぞれの日常の仕事に取り掛かっていった。
日本の敗戦は決定的となり、時の鈴木貫太郎内閣では降伏条件をめぐって、阿南惟幾陸相と老首相・鈴木貫太郎はじめ他の閣僚たちが激しく対立していた。
8月14日の御前会議でポツダム宣言の受諾が決定すると、昭和天皇は自ら「終戦の詔書」を朗読しラジオを通じて国民に終戦を伝えるべく、詔書の録音に臨んだ。夜半になって、阿南陸相は敗戦の責任を取って自決を図る。その頃、陸軍の畑中健二少佐と椎崎二郎中佐が中心となってクーデターを画策し、青年将校らが反乱軍を組織し玉音放送を阻止するため、お文庫に銃口を向け、宮内省庁舎（現在の宮内庁庁舎）や放送会館（現在は跡地に日比谷シティ、富国生命保険本社である富国生命館、新生銀行本店がある）に乱入してきたが、天皇の肉声を録音したレコード盤は徳川義寛侍従の機転によって思いがけない場所に隠されていた（皇后宮職事務官室の書類入れの軽金庫に、他の書類に紛れ込ませる形で保管されていた）。
日が明けて8月15日朝になり、放送の準備を始める放送会館内のスタジオに畑中が現れ、自分の主張を放送するよう迫るが、終戦を知った船山は「もう赤ん坊の黒焦げの死体を見たくない」と号泣しながら訴え、スタジオを守りきる。やがて正午の時報に続き、昭和天皇の肉声がラジオで流れる頃、畑中と椎崎はそれぞれ辞世の句（短歌）を詠み、宮城の前で自決を遂げるのだった。

## 出演
- 阿南惟幾陸軍大臣：小林桂樹
- 畑中健二少佐：田村亮
- 椎崎二郎中佐：柴俊夫
- 井田正孝中佐：竹脇無我
- 竹下正彦中佐：高橋幸治
- 阿南夫人：香川京子
- 木梨雅代：檀ふみ
- 四条倫子：中野良子
- 女官長：三宅邦子
- 藤田尚徳侍従長：細川俊夫
- 徳川義寛侍従：伊東四朗
- 岡部長章侍従：金内吉男
- 梅津美治郎参謀総長：鈴木瑞穂
- 田中静壱東部軍司令官：安部徹
- 高嶋辰彦東部軍参謀長：織本順吉
- 森赳近衛第1師団長：嵯峨善兵
- 芳賀豊次郎近衛師団第二連隊長：高松英郎
- 若松只一陸軍次官：加藤精三
- 東京放送会館警備の憲兵中尉 - 平泉成
- 米内光政海軍大臣：神田隆
- 東郷茂徳外務大臣：増田順司
- 下村宏情報局総裁：野口元夫
- 日本放送協会大橋八郎会長：武内亨
- 日本放送協会幹部：陶隆司
- 館野守男：堀勝之祐
- 船山淳子：大竹しのぶ
- 迫水久常書記官長：河原崎長一郎
- 鈴木貫太郎首相：西村晃
- 昭和天皇：市村萬次郎
- ナレーター：小池朝雄

## スタッフ
- 脚本：大津皓一
- 音楽：本多俊之[1]
- 参考文献：大宅壮一編（半藤一利） 『日本のいちばん長い日』
- 製作：TBS、テレビマンユニオン